# Coppa UEFA 2017-2018 (calcio a 5)
La Coppa UEFA 2017-2018 è stata la 17ª edizione del torneo continentale riservato ai club di calcio a 5 vincitori nella precedente stagione del massimo campionato delle federazioni affiliate alla UEFA. La competizione si è disputata tra il 22 agosto 2017 e il 22 aprile 2018.

## Squadre partecipanti
A partire da questa stagione le migliori tre nazioni schierano due squadre nel turno principale. Dal momento che il detentore del trofeo è l'Inter, che si trova in una delle tre nazioni con il ranking più alto, anche la quarta nazione schiera un'altra squadra.

### Ranking nazioni
Il ranking viene calcolato in base a:
- Fase finale e qualificazioni del campionato europeo 2014
- Fase finale e qualificazioni del campionato europeo 2016
- Fase finale e qualificazioni del campionato mondiale 2016

| Rank | Federazione          | Coeff. | Squadre |
| ---- | -------------------- | ------ | ------- |
| 1    | Russia               | 10.605 | 2       |
| 2    | Spagna               | 10.017 | 2       |
| 3    | Portogallo           | 9.250  | 2       |
| 4    | Italia               | 8.889  | 2       |
| 5    | Ucraina              | 7.944  | 1       |
| 6    | Azerbaigian          | 7.544  | 1       |
| 7    | Slovenia             | 6.389  | 1       |
| 8    | Kazakistan           | 6.333  | 1       |
| 9    | Serbia               | 5.556  | 1       |
| 10   | Croazia              | 5.556  | 1       |
| 11   | Rep. Ceca            | 4.667  | 1       |
| 12   | Romania              | 4.278  | 1       |
| 13   | Ungheria             | 4.222  | 1       |
| 14   | Slovacchia           | 3.389  | 1       |
| 15   | Paesi Bassi          | 3.333  | 1       |
| 16   | Belgio               | 3.278  | 1       |
| 17   | Bosnia ed Erzegovina | 3.000  | 1       |
| 18   | Bielorussia          | 2.667  | 1       |
| 19   | Polonia              | 2.056  | 1       |

| Rank | Federazione        | Coeff. | Squadre |
| ---- | ------------------ | ------ | ------- |
| 20   | Macedonia del Nord | 2.000  | 1       |
| 21   | Finlandia          | 1.583  | 1       |
| 22   | Turchia            | 1.444  | 1       |
| 23   | Francia            | 1.278  | 1       |
| 24   | Lettonia           | 1.222  | 1       |
| 25   | Georgia            | 1.028  | 1       |
| 26   | Norvegia           | 1.000  | 1       |
| 27   | Svezia             | 0.944  | 1       |
| 28   | Inghilterra        | 0.944  | 1       |
| 29   | Grecia             | 0.889  | 1       |
| 30   | Moldavia           | 0.750  | 1       |
| 31   | Danimarca          | 0.722  | 1       |
| 32   | Montenegro         | 0.667  | 1       |
| 33   | Bulgaria           | 0.611  | 1       |
| 34   | Svizzera           | 0.472  | 1       |
| 35   | Armenia            | 0.444  | 1       |
| 36   | Andorra            | 0.389  | 1       |
| 37   | Lituania           | 0.389  | 1       |

| Rank | Federazione      | Coeff. | Squadre |
| ---- | ---------------- | ------ | ------- |
| 38   | Albania          | 0.333  | 1       |
| 39   | Israele          | 0.333  | 1       |
| 40   | Cipro            | 0.222  | 1       |
| 41   | Galles           | 0.222  | 1       |
| 42   | Estonia          | 0.111  | 1       |
| 43   | Gibilterra       | 0.111  | 1       |
| 44   | Malta            | 0.000  | 1       |
| 45   | San Marino       | 0.000  | 1       |
| 46   | Scozia           | 0.000  | 1       |
| (NR) | Germania         | 0.000  | 1       |
| (NR) | Kosovo           | 0.000  | 1       |
| (NR) | Austria          | 0.000  | 1       |
| (NR) | Lussemburgo      | 0.000  | 1       |
| (NR) | Irlanda del Nord | 0.000  | 1       |
| (NR) | Irlanda          | 0.000  | 1       |
| (NR) | Fær Øer          | 0.000  | 0 (DNE) |
| (NR) | Islanda          | 0.000  | 0 (DNE) |
| (NR) | Liechtenstein    | 0.000  | 0 (DNE) |

Note
- (TH) – Nazione con il club detentore del titolo
- (DNE) – Nazione non partecipante
- (NR) – Nazione senza ranking

### Lista
I club sono stati ordinati in base al loro coefficiente UEFA (aggiornato al giugno del 2017).

| Turno principale | Turno principale          | Turno principale | Turno principale | Turno principale |
| Rank             | Squadra                   | Coeff.           | Percorso         | Urna             |
| ---------------- | ------------------------- | ---------------- | ---------------- | ---------------- |
| TH               | Inter                     | 57.000           | A                | 1                |
| 1                | Qairat Almaty             | 45.500           | A                | 1                |
| 2                | Sporting CP               | 38.166           | A                | 1                |
| 3                | Barcelona                 | 37.667           | A                | 1                |
| 4                | Dina Mosca                | 28.334           | A                | 2                |
| 5                | Dinamo Mosca              | 25.001           | A                | 2                |
| 6                | Era-Pack Chrudim          | 19.502           | A                | 2                |
| 7                | Ekonomac (H)              | 19.001           | A                | 2                |
| 8                | Nikars Riga               | 16.500           | A                | 3                |
| 9                | Pescara                   | 16.500           | A                | 3                |
| 10               | Braga                     | 15.833           | A                | 3                |
| 11               | Győri ETO                 | 14.168           | A                | 3                |
| 12               | Slov-Matic Bratislava (H) | 14.000           | B                | 1                |
| 13               | Araz Naxçivan             | 13.001           | B                | 1                |
| 14               | Halle-Gooik               | 11.000           | B                | 1                |
| 15               | Nacional Zagreb (H)       | 10.001           | B                | 1                |
| 16               | Luparense (H)             | 9,167            | A                | 4                |
| 17               | Brezje Maribor (H)        | 7.833            | A                | 4                |
| 18               | Stalìca Minsk (H)         | 6.001            | A                | 4                |
| 19               | Prodexim Kherson          | 5.501            | A                | 4                |
| 20               | Garges Djibson            | 5.167            | B                | 2                |
| 21               | Autobergamo Deva (H)      | 4.834            | B                | 2                |
| 22               | Sievi (H)                 | 4.834            | B                | 2                |
| 23               | STU Telasi                | 4.168            | B                | 2                |

| Turno preliminare | Turno preliminare           | Turno preliminare | Turno preliminare |
| Rank              | Squadra                     | Coeff.            | Urna              |
| ----------------- | --------------------------- | ----------------- | ----------------- |
| 24                | Shkupi                      | 3.334             | 1                 |
| 25                | Levski Sofia Zapad          | 2.875             | 1                 |
| 26                | Helvécia                    | 2.834             | 1                 |
| 27                | Rekord Bielsko-Biała        | 2.501             | 1                 |
| 28                | Anorthosis Famagosta (H)    | 2.500             | 1                 |
| 29                | Jahn Ratisbona              | 2.084             | 1                 |
| 30                | Flamurtari Vlorë            | 1.751             | 1                 |
| 31                | Liburni                     | 1.667             | 1                 |
| 32                | Titograd                    | 1.584             | 2                 |
| 33                | Knooppunt                   | 1.500             | 2                 |
| 34                | Doukas                      | 1.500             | 2                 |
| 35                | Classic Chişinău            | 1.375             | 2                 |
| 36                | Mostar Stari Grad (H)       | 1.334             | 2                 |
| 37                | Uddevalla (H)               | 1.167             | 2                 |
| 38                | Luxol St Andrews            | 1.167             | 2                 |
| 39                | Lynx                        | 0.834             | 2                 |
| 40                | Sjarmtrollan Idrettslag (H) | 0.667             | 3                 |
| 41                | København (H)               | 0.584             | 3                 |
| 42                | Leo                         | 0.584             | 3                 |
| 43                | Transylvania                | 0.584             | 3                 |
| 44                | Encamp                      | 0.500             | 3                 |
| 45                | Vytis                       | 0.500             | 3                 |
| 46                | Diamant Linz (H)            | 0.500             | 3                 |
| 47                | Arnavutköy Belediyespor     | 0.500             | 3                 |
| 48                | Maccabi Tel Aviv            | 0.417             | 4                 |
| 49                | Tre Fiori                   | 0.251             | 4                 |
| 50                | Narva United                | 0.250             | 4                 |
| 51                | Differdange (H)             | 0.167             | 4                 |
| 52                | Wrexham                     | 0.084             | 4                 |
| 53                | Minerva (H)                 | 0.000             | 4                 |
| 54                | TMT                         | 0.000             | 4                 |
| 55                | Belfast United              | 0.000             | 4                 |

Note
- (TH) Squadra campione in carica
- (H) – Squadra ospitante

### Formula
- Fase preliminare (22-27 agosto 2017)

Otto gironi da quattro squadre.

Ogni girone conterrà una squadra da ognuna delle quattro fasce, classificate in base al ranking per coefficienti.

Otto squadre, tra cui sei delle 19 esordienti che partono dalla fase preliminare, sono state preselezionate per ospitare i mini tornei e saranno estratte separatamente prima di essere inserite nella corrispondente fascia.
Le otto vincitrici dei gironi passano il turno.

Come stabilito dal Comitato Emergenze UEFA, le squadre del Kosovo non possono essere sorteggiate insieme a quelle provenienti dalla Serbia o Bosnia-Erzegovina. Pertanto, l'SG Mostar (BIH) non potrà essere inserito nello stesso girone dell'FC Liburn (KOS), che in tal caso verrebbe spostato nel successivo slot disponibile.

Per la prima volta sarà in gara una squadra dell'Irlanda del Nord, che verrà decisa al termine delle competizioni nazionali a luglio.
- Fase principale (10-15 ottobre 2017)

Percorso A
Seguono questo percorso l'Inter FS campione in carica, le 11 migliori squadre successive e quelle dal 16º al 19º posto nel ranking.

Tra queste ci sono altre due esordienti: Braga/AAUM (Portogallo) e MFC Kherson (Ucraina). 

In questo percorso figurano anche Qairat Almaty, Barcelona e FC Dynamo (ex vincitrici del titolo) e Sporting CP (secondo classificato nel 2017). 

Come al sorteggio precedente, le squadre verranno assegnate a una delle quattro fasce. Quattro sono state designate come squadre ospitanti e verranno estratte separatamente, mantenendo la rispettiva fascia. Sono ammessi confronti tra squadre della stessa nazione.

Come stabilito dal Comitato Emergenze UEFA, le squadre provenienti da Armenia e Azerbaigian non possono affrontarsi. Pertanto, la vincitrice del girone preliminare che comprende il Leo Futsal Club (ARM) non potrà essere sorteggiata nel girone insieme all'Araz Naxçivan (AZE).

Le prime tre squadre in ognuno dei quattro gironi si qualificano alla fase élite.
Percorso B
Le squadre dal 12º al 15º posto e dal 20º al 23º posto nel ranking verranno raggiunte dalle otto vincitrici della fase preliminare.

A questo turno partecipano gli esordienti del Garges Djibson (Francia).

Come al sorteggio precedente, le squadre verranno assegnate a una delle quattro fasce. Quattro sono state designate come squadre ospitanti e verranno estratte separatamente, mantenendo la rispettiva fascia.

Come stabilito dal Comitato Emergenze UEFA, le squadre provenienti da Armenia e Azerbaigian non possono affrontarsi. Pertanto, la vincitrice del girone preliminare che comprende il Leo Futsal Club (ARM) non potrà essere sorteggiata nel girone insieme all'Araz Naxçivan (AZE).

Le vincitrici dei quattro gironi si qualificano alla fase élite.
- Fase élite e fase finale (20-22 aprile 2018)

Le 16 squadre si affronteranno in quattro gironi da quattro, da sorteggiarsi il 19 ottobre.

Le quattro vincitrici dei gironi si qualificano per la fase finale ad aprile. Una di queste squadre ospiterà il torneo.

## Turno preliminare

### Gruppo A
| Squadra      | P.ti | G | V | N | P | GF | GS | DR |
| ------------ | ---- | - | - | - | - | -- | -- | -- |
| Minerva      | 9    | 3 | 3 | 0 | 0 | 11 | 4  | +7 |
| Helvecia     | 6    | 3 | 2 | 0 | 1 | 14 | 5  | +9 |
| Lynx         | 1    | 3 | 0 | 1 | 2 | 6  | 14 | -8 |
| Transylvania | 1    | 3 | 0 | 1 | 2 | 6  | 14 | -8 |

| Squadra 1    | Risultato   | Squadra 2    |
| 1ª giornata  | 1ª giornata | 1ª giornata  |
| ------------ | ----------- | ------------ |
| Helvecia     | 7 - 0       | Transylvania |
| Minerva      | 4 - 1       | Lynx         |
| 2ª giornata  |             |              |
| Lynx         | 1 - 6       | Helvecia     |
| Minerva      | 3 - 2       | Transylvania |
| 3ª giornata  |             |              |
| Transylvania | 4 - 4       | Lynx         |
| Helvecia     | 1 - 4       | Minerva      |

### Gruppo B
| Squadra     | P.ti | G | V | N | P | GF | GS | DR  |
| ----------- | ---- | - | - | - | - | -- | -- | --- |
| Liburni     | 9    | 3 | 3 | 0 | 0 | 20 | 7  | +13 |
| Titograd    | 6    | 3 | 2 | 0 | 1 | 10 | 11 | -1  |
| Differdange | 1    | 3 | 0 | 1 | 2 | 7  | 14 | -7  |
| Vytis       | 1    | 3 | 0 | 1 | 2 | 8  | 13 | -5  |

| Squadra 1   | Risultato   | Squadra 2   |
| 1ª giornata | 1ª giornata | 1ª giornata |
| ----------- | ----------- | ----------- |
| Liburni     | 7 - 3       | Vytis       |
| Differdange | 2 - 5       | Titograd    |
| 2ª giornata |             |             |
| Titograd    | 2 - 7       | Liburni     |
| Differdange | 3 - 3       | Vytis       |
| 3ª giornata |             |             |
| Vytis       | 2 - 3       | Titograd    |
| Liburni     | 6 - 2       | Differdange |

### Gruppo C
| Squadra          | P.ti | G | V | N | P | GF | GS | DR  |
| ---------------- | ---- | - | - | - | - | -- | -- | --- |
| Luxol St Andrews | 9    | 3 | 3 | 0 | 0 | 20 | 6  | +14 |
| Shkupi           | 6    | 3 | 2 | 0 | 1 | 15 | 15 | 0   |
| Maccabi Tel Aviv | 3    | 3 | 1 | 0 | 2 | 7  | 10 | -3  |
| Diamant Linz     | 0    | 3 | 0 | 0 | 3 | 7  | 18 | -11 |

| Squadra 1        | Risultato   | Squadra 2        |
| 1ª giornata      | 1ª giornata | 1ª giornata      |
| ---------------- | ----------- | ---------------- |
| Shkupi           | 5 - 1       | Maccabi Tel Aviv |
| Diamant Linz     | 1 - 7       | Luxol St Andrews |
| 2ª giornata      |             |                  |
| Luxol St Andrews | 9 - 2       | Shkupi           |
| Diamant Linz     | 1 - 3       | Maccabi Tel Aviv |
| 3ª giornata      |             |                  |
| Maccabi Tel Aviv | 3 - 4       | Luxol St Andrews |
| Shkupi           | 8 - 5       | Diamant Linz     |

### Gruppo D
| Squadra        | P.ti | G | V | N | P | GF | GS | DR  |
| -------------- | ---- | - | - | - | - | -- | -- | --- |
| Jahn Ratisbona | 9    | 3 | 3 | 0 | 0 | 16 | 2  | +14 |
| Uddevalla      | 6    | 3 | 2 | 0 | 1 | 13 | 4  | +9  |
| Encamp         | 1    | 3 | 0 | 1 | 2 | 2  | 10 | -8  |
| Tre Fiori      | 1    | 3 | 0 | 1 | 2 | 2  | 17 | -15 |

| Squadra 1      | Risultato   | Squadra 2      |
| 1ª giornata    | 1ª giornata | 1ª giornata    |
| -------------- | ----------- | -------------- |
| Jahn Ratisbona | 8 - 1       | Tre Fiori      |
| Uddevalla      | 4 - 1       | Encamp         |
| 2ª giornata    |             |                |
| Encamp         | 0 - 5       | Jahn Ratisbona |
| Uddevalla      | 8 - 0       | Tre Fiori      |
| 3ª giornata    |             |                |
| Tre Fiori      | 1 - 1       | Encamp         |
| Jahn Ratisbona | 3 - 1       | Uddevalla      |

### Gruppo E
| Squadra               | P.ti | G | V | N | P | GF | GS | DR  |
| --------------------- | ---- | - | - | - | - | -- | -- | --- |
| Mostar Stari Grad     | 9    | 3 | 3 | 0 | 0 | 32 | 6  | +26 |
| Arnavutköy Belediyesi | 6    | 3 | 2 | 0 | 1 | 23 | 10 | +13 |
| Narva                 | 3    | 3 | 1 | 0 | 2 | 8  | 24 | -16 |
| Flamurtari Vlorë      | 0    | 3 | 0 | 0 | 3 | 5  | 28 | -23 |

| Squadra 1             | Risultato   | Squadra 2             |
| 1ª giornata           | 1ª giornata | 1ª giornata           |
| --------------------- | ----------- | --------------------- |
| Flamurtari Vlorë      | 3 - 4       | Narva                 |
| Mostar Stari Grad     | 7 - 3       | Arnavutköy Belediyesi |
| 2ª giornata           |             |                       |
| Arnavutköy Belediyesi | 12 - 2      | Flamurtari Vlorë      |
| Mostar Stari Grad     | 13 - 3      | Narva                 |
| 3ª giornata           |             |                       |
| Narva                 | 1 - 8       | Arnavutköy Belediyesi |
| Flamurtari Vlorë      | 0 - 12      | Mostar Stari Grad     |

### Gruppo F
| Squadra              | P.ti | G | V | N | P | GF | GS | DR  |
| -------------------- | ---- | - | - | - | - | -- | -- | --- |
| Leo                  | 9    | 3 | 3 | 0 | 0 | 15 | 2  | +13 |
| Anorthosis Famagosta | 6    | 3 | 2 | 0 | 1 | 18 | 11 | +7  |
| Classic Chișinău     | 3    | 3 | 1 | 0 | 2 | 9  | 21 | -12 |
| Wrexham              | 0    | 3 | 0 | 0 | 3 | 9  | 17 | -8  |

| Squadra 1            | Risultato   | Squadra 2            |
| 1ª giornata          | 1ª giornata | 1ª giornata          |
| -------------------- | ----------- | -------------------- |
| Classic Chișinău     | 7 - 4       | Wrexham              |
| Anorthosis Famagosta | 1 - 5       | Leo                  |
| 2ª giornata          |             |                      |
| Anorthosis Famagosta | 7 - 4       | Wrexham              |
| Leo                  | 7 - 0       | Classic Chișinău     |
| 3ª giornata          |             |                      |
| Wrexham              | 1 - 3       | Leo                  |
| Classic Chișinău     | 2 - 10      | Anorthosis Famagosta |

### Gruppo G
| Squadra              | P.ti | G | V | N | P | GF | GS | DR  |
| -------------------- | ---- | - | - | - | - | -- | -- | --- |
| Rekord Bielsko-Biała | 9    | 3 | 3 | 0 | 0 | 30 | 6  | +24 |
| København            | 6    | 3 | 2 | 0 | 1 | 18 | 15 | +3  |
| Doukas               | 3    | 3 | 1 | 0 | 2 | 9  | 11 | -2  |
| Belfast United       | 0    | 3 | 0 | 0 | 3 | 11 | 36 | -25 |

| Squadra 1            | Risultato   | Squadra 2            |
| 1ª giornata          | 1ª giornata | 1ª giornata          |
| -------------------- | ----------- | -------------------- |
| Rekord Bielsko-Biała | 20 - 3      | Belfast United       |
| København            | 5 - 3       | Doukas               |
| 2ª giornata          |             |                      |
| Doukas               | 0 - 4       | Rekord Bielsko-Biała |
| København            | 10 - 6      | Belfast United       |
| 3ª giornata          |             |                      |
| Belfast United       | 2 - 6       | Doukas               |
| Rekord Bielsko-Biała | 6 - 3       | København            |

### Gruppo H
| Squadra                 | P.ti | G | V | N | P | GF | GS | DR  |
| ----------------------- | ---- | - | - | - | - | -- | -- | --- |
| Knooppunt               | 9    | 3 | 3 | 0 | 0 | 16 | 8  | +8  |
| Levski Sofia Zapad      | 4    | 3 | 1 | 1 | 1 | 9  | 4  | +5  |
| Sjarmtrollan Idrettslag | 4    | 3 | 1 | 1 | 1 | 8  | 9  | -1  |
| TMT                     | 0    | 3 | 0 | 0 | 3 | 4  | 16 | -12 |

| Squadra 1               | Risultato   | Squadra 2               |
| 1ª giornata             | 1ª giornata | 1ª giornata             |
| ----------------------- | ----------- | ----------------------- |
| Levski Sofia Zapad      | 6 - 0       | TMT                     |
| Sjarmtrollan Idrettslag | 4 - 6       | Knooppunt               |
| 2ª giornata             |             |                         |
| Knooppunt               | 3 - 2       | Levski Sofia Zapad      |
| Sjarmtrollan Idrettslag | 3 - 2       | TMT                     |
| 3ª giornata             |             |                         |
| TMT                     | 2 - 7       | Knooppunt               |
| Levski Sofia Zapad      | 1 - 1       | Sjarmtrollan Idrettslag |

## Turno principale

### Percorso A

#### Gruppo 1
| Squadra       | P.ti | G | V | N | P | GF | GS | DR |
| ------------- | ---- | - | - | - | - | -- | -- | -- |
| Stalìca Minsk | 9    | 3 | 3 | 0 | 0 | 16 | 10 | +6 |
| Qairat Almaty | 6    | 3 | 2 | 0 | 1 | 15 | 8  | +7 |
| Pescara       | 3    | 3 | 1 | 0 | 2 | 10 | 14 | -4 |
| Dinamo Mosca  | 0    | 3 | 0 | 0 | 3 | 8  | 17 | -9 |

| Squadra 1     | Risultato   | Squadra 2     |
| 1ª giornata   | 1ª giornata | 1ª giornata   |
| ------------- | ----------- | ------------- |
| Qairat Almaty | 5 - 1       | Pescara       |
| Stalìca Minsk | 5 - 3       | Dinamo Mosca  |
| 2ª giornata   |             |               |
| Dinamo Mosca  | 2 - 7       | Qairat Almaty |
| Stalìca Minsk | 6 - 4       | Pescara       |
| 3ª giornata   |             |               |
| Pescara       | 5 - 3       | Dinamo Mosca  |
| Qairat Almaty | 3 - 5       | Stalìca Minsk |

#### Gruppo 2
| Squadra        | P.ti | G | V | N | P | GF | GS | DR  |
| -------------- | ---- | - | - | - | - | -- | -- | --- |
| Inter          | 9    | 3 | 3 | 0 | 0 | 12 | 2  | +10 |
| Dina Mosca     | 6    | 3 | 2 | 0 | 1 | 7  | 7  | 0   |
| Braga          | 3    | 3 | 1 | 0 | 2 | 5  | 8  | -3  |
| Brezje Maribor | 0    | 3 | 0 | 0 | 3 | 5  | 12 | -7  |

| Squadra 1      | Risultato   | Squadra 2      |
| 1ª giornata    | 1ª giornata | 1ª giornata    |
| -------------- | ----------- | -------------- |
| Inter          | 4 - 1       | Braga          |
| Brezje Maribor | 2 - 5       | Dina Mosca     |
| 2ª giornata    |             |                |
| Dina Mosca     | 0 - 4       | Inter          |
| Brezje Maribor | 2 - 3       | Braga          |
| 3ª giornata    |             |                |
| Braga          | 1 - 2       | Dina Mosca     |
| Inter          | 4 - 1       | Brezje Maribor |

#### Gruppo 3
| Squadra          | P.ti | G | V | N | P | GF | GS | DR  |
| ---------------- | ---- | - | - | - | - | -- | -- | --- |
| Sporting CP      | 9    | 3 | 3 | 0 | 0 | 15 | 4  | +11 |
| Ekonomac         | 6    | 3 | 2 | 0 | 1 | 8  | 6  | +2  |
| Prodexim Kherson | 3    | 3 | 1 | 0 | 2 | 7  | 11 | -4  |
| Nikars Riga      | 0    | 3 | 0 | 0 | 3 | 4  | 13 | -9  |

| Squadra 1        | Risultato   | Squadra 2        |
| 1ª giornata      | 1ª giornata | 1ª giornata      |
| ---------------- | ----------- | ---------------- |
| Sporting CP      | 5 - 1       | Prodexim Kherson |
| Ekonomac         | 2 - 1       | Nikars Riga      |
| 2ª giornata      |             |                  |
| Nikars Riga      | 1 - 7       | Sporting CP      |
| Ekonomac         | 4 - 2       | Prodexim Kherson |
| 3ª giornata      |             |                  |
| Prodexim Kherson | 4 - 2       | Nikars Riga      |
| Sporting CP      | 3 - 2       | Ekonomac         |

#### Gruppo 4
| Squadra          | P.ti | G | V | N | P | GF | GS | DR  |
| ---------------- | ---- | - | - | - | - | -- | -- | --- |
| Barcellona       | 7    | 3 | 2 | 1 | 0 | 12 | 3  | +9  |
| Luparense        | 5    | 3 | 1 | 2 | 0 | 10 | 5  | +5  |
| Győri ETO        | 3    | 3 | 1 | 0 | 2 | 6  | 16 | -10 |
| Era-Pack Chrudim | 1    | 3 | 0 | 1 | 2 | 6  | 10 | -4  |

| Squadra 1        | Risultato   | Squadra 2        |
| 1ª giornata      | 1ª giornata | 1ª giornata      |
| ---------------- | ----------- | ---------------- |
| Barcellona       | 7 - 0       | Győri ETO        |
| Luparense        | 2 - 2       | Era-Pack Chrudim |
| 2ª giornata      |             |                  |
| Era-Pack Chrudim | 0 - 2       | Barcellona       |
| Luparense        | 5 - 0       | Győri ETO        |
| 3ª giornata      |             |                  |
| Győri ETO        | 6 - 4       | Era-Pack Chrudim |
| Barcellona       | 3 - 3       | Luparense        |

### Percorso B

#### Gruppo 5
| Squadra         | P.ti | G | V | N | P | GF | GS | DR  |
| --------------- | ---- | - | - | - | - | -- | -- | --- |
| Nacional Zagreb | 9    | 3 | 3 | 0 | 0 | 18 | 6  | +12 |
| Leo             | 4    | 3 | 1 | 1 | 1 | 11 | 13 | -2  |
| Liburni         | 3    | 3 | 1 | 0 | 2 | 15 | 18 | -3  |
| Garges Djibson  | 1    | 3 | 0 | 1 | 2 | 9  | 16 | -7  |

| Squadra 1       | Risultato   | Squadra 2       |
| 1ª giornata     | 1ª giornata | 1ª giornata     |
| --------------- | ----------- | --------------- |
| Garges Djibson  | 4 - 6       | Liburni         |
| Nacional Zagreb | 4 - 1       | Leo             |
| 2ª giornata     |             |                 |
| Leo             | 4 - 4       | Garges Djibson  |
| Nacional Zagreb | 8 - 4       | Liburni         |
| 3ª giornata     |             |                 |
| Liburni         | 5 - 6       | Leo             |
| Garges Djibson  | 1 - 6       | Nacional Zagreb |

#### Gruppo 6
| Squadra               | P.ti | G | V | N | P | GF | GS | DR |
| --------------------- | ---- | - | - | - | - | -- | -- | -- |
| Knooppunt             | 6    | 3 | 2 | 0 | 1 | 10 | 7  | +3 |
| Slov-Matic Bratislava | 6    | 3 | 2 | 0 | 1 | 16 | 8  | +8 |
| Rekord Bielsko-Biała  | 3    | 3 | 1 | 0 | 2 | 4  | 8  | -4 |
| STU Telasi            | 3    | 3 | 1 | 0 | 2 | 2  | 9  | -7 |

| Squadra 1             | Risultato   | Squadra 2             |
| 1ª giornata           | 1ª giornata | 1ª giornata           |
| --------------------- | ----------- | --------------------- |
| STU Telasi            | 2 - 1       | Knooppunt             |
| Slov-Matic Bratislava | 5 - 2       | Rekord Bielsko-Biała  |
| 2ª giornata           |             |                       |
| Rekord Bielsko-Biała  | 1 - 0       | STU Telasi            |
| Slov-Matic Bratislava | 4 - 6       | Knooppunt             |
| 3ª giornata           |             |                       |
| Knooppunt             | 3 - 1       | Rekord Bielsko-Biała  |
| STU Telasi            | 0 - 7       | Slov-Matic Bratislava |

#### Gruppo 7
| Squadra        | P.ti | G | V | N | P | GF | GS | DR  |
| -------------- | ---- | - | - | - | - | -- | -- | --- |
| Halle-Gooik    | 9    | 3 | 3 | 0 | 0 | 16 | 0  | +16 |
| Jahn Ratisbona | 4    | 3 | 1 | 1 | 1 | 6  | 10 | -4  |
| Minerva        | 3    | 3 | 1 | 0 | 2 | 6  | 15 | -9  |
| Sievi          | 1    | 3 | 0 | 1 | 2 | 5  | 8  | -3  |

| Squadra 1      | Risultato   | Squadra 2      |
| 1ª giornata    | 1ª giornata | 1ª giornata    |
| -------------- | ----------- | -------------- |
| Halle-Gooik    | 8 - 0       | Minerva        |
| Sievi          | 2 - 2       | Jahn Ratisbona |
| 2ª giornata    |             |                |
| Jahn Ratisbona | 0 - 6       | Halle-Gooik    |
| Sievi          | 3 - 4       | Minerva        |
| 3ª giornata    |             |                |
| Minerva        | 2 - 4       | Jahn Ratisbona |
| Halle-Gooik    | 2 - 0       | Sievi          |

#### Gruppo 8
| Squadra           | P.ti | G | V | N | P | GF | GS | DR |
| ----------------- | ---- | - | - | - | - | -- | -- | -- |
| Autobergamo Deva  | 6    | 3 | 2 | 0 | 1 | 13 | 8  | +5 |
| Araz Naxçivan     | 6    | 3 | 2 | 0 | 1 | 14 | 12 | +2 |
| Luxol St Andrews  | 3    | 3 | 1 | 0 | 2 | 11 | 13 | -2 |
| Mostar Stari Grad | 3    | 3 | 1 | 0 | 2 | 7  | 12 | -5 |

| Squadra 1         | Risultato   | Squadra 2         |
| 1ª giornata       | 1ª giornata | 1ª giornata       |
| ----------------- | ----------- | ----------------- |
| Araz Naxçivan     | 5 - 2       | Mostar Stari Grad |
| Autobergamo Deva  | 5 - 2       | Luxol St Andrews  |
| 2ª giornata       |             |                   |
| Luxol St Andrews  | 4 - 6       | Araz Naxçivan     |
| Autobergamo Deva  | 2 - 3       | Mostar Stari Grad |
| 3ª giornata       |             |                   |
| Mostar Stari Grad | 2 - 5       | Luxol St Andrews  |
| Araz Naxçivan     | 3 - 6       | Autobergamo Deva  |

## Turno élite
| Percorso A | Percorso A           | Percorso A               | Percorso A             |
| Gruppo     | Vincitore (Fascia 1) | Secondo posto (Fascia 2) | Terzo posto (Fascia 3) |
| ---------- | -------------------- | ------------------------ | ---------------------- |
| 1          | Stalìca Minsk        | Qairat Almaty            | Pescara                |
| 2          | Inter                | Dina Mosca               | Braga                  |
| 3          | Sporting CP          | Ekonomac                 | Prodexim Kherson       |
| 4          | Barcellona           | Luparense                | Győri ETO              |
| Percorso B |                      |                          |                        |
| Gruppo     | Vincitore (Fascia 3) |                          |                        |
| 5          | Nacional Zagreb      |                          |                        |
| 6          | Knooppunt            |                          |                        |
| 7          | Halle-Gooik          |                          |                        |
| 8          | Autobergamo Deva     |                          |                        |

### Gruppo A
| Squadra    | P.ti | G | V | N | P | GF | GS | DR  |
| ---------- | ---- | - | - | - | - | -- | -- | --- |
| Barcellona | 9    | 3 | 3 | 0 | 0 | 12 | 3  | +9  |
| Ekonomac   | 6    | 3 | 2 | 0 | 1 | 14 | 9  | +5  |
| Pescara    | 3    | 3 | 1 | 0 | 2 | 13 | 9  | +4  |
| Knooppunt  | 0    | 3 | 0 | 0 | 3 | 4  | 22 | -18 |

| Arbitri: | Eduardo Fernandes Coelho Oleg Ivanov Admir Zahovič |

|                                                                                            |           |  |
| Léo Santana 10'16'’ Ferrão 18'03'’ Tolrà 18'26'’ Aicardo 29'01'’, 35'05'’ Joselito 39'50'’ | Marcatori |  |

| Arbitri: | Marc Birkett Admir Zahovič Oleg Ivanov |

|                                      |           |                                                                            |
| Borruto 7'29'’, 16'29'’ Saad 20'14'’ | Marcatori | 17'52'’ Rnić 30'13'’ Saiotti 33'13'’ Borisov 35'11'’ Rajčević 37'33'’ Igor |

| Arbitri: | Admir Zahovič Eduardo Fernandes Coelho Marc Birkett |

|                               |           |                                               |
| Saiotti 0'25'’ Thales 31'31'’ | Marcatori | 9'16'’ Ferrão 26'34'’ Adolfo 34'58'’ Joselito |

| Arbitri: | Oleg Ivanov Marc Birkett Eduardo Fernandes Coelho |

| |           |               |
| Rescia 0'37'’ Cuzzolino 2'04'’, 24'23'’ Rosa 12'49'’, 29'40'’ Romano 26'19'’, 39'38'’ Borruto 31'34'’, 33'29'’ | Marcatori | 10'46'’ Ceyar |

| Arbitri: | Oleg Ivanov Admir Zahovič Eduardo Fernandes Coelho |

|                                              |           |                                                                                                   |
| El Ghannouti 31'56'’, 39'50'’ Bouzit 35'03'’ | Marcatori | 1'53'’ Igor 3'08'’ Kopanja 7'30'’ Lazarević 13'50'’ Rnić 30'09'’ Ivanković 37'42'’, 38'31’ Thales |

| Arbitri: | Marc Birkett Eduardo Fernandes Coelho Admir Zahovič |

|                                         |           |                |
| Dyego 21'34'’, 38'50'’ R. López 22'16'’ | Marcatori | 39'13'’ Rescia |

### Gruppo B
| Squadra         | P.ti | G | V | N | P | GF | GS | DR |
| --------------- | ---- | - | - | - | - | -- | -- | -- |
| Sporting CP     | 9    | 3 | 3 | 0 | 0 | 10 | 3  | +7 |
| Halle-Gooik     | 6    | 3 | 2 | 0 | 1 | 7  | 5  | +2 |
| Nacional Zagreb | 3    | 3 | 1 | 0 | 2 | 5  | 8  | -3 |
| Dina Mosca      | 0    | 3 | 0 | 0 | 3 | 3  | 9  | -6 |

| Arbitri: | Cédric Pelissier Tomasz Frak Timo Onatsu |

|                                     |           |                                        |
| Razuvanov 13'27'’ Razorenov 32'31'’ | Marcatori | 16'04'’, 37'44'’ Matheus 31'09'’ Gomes |

| Arbitri: | Gábor Kovács Timo Onatsu Tomasz Frak |

|                                                  |           |                                |
| Marcão 13'08'’ Divanei 24'55'’ Caio Japa 31'01'’ | Marcatori | 36'17'’ Bissoni 39'51'’ Leitão |

| Arbitri: | Tomasz Frak Gábor Kovács Cédric Pelissier |

|                              |           |                   |
| Galán 23'32'’ Leitão 27'48'’ | Marcatori | 5'07'’ Starodubov |

| Arbitri: | Timo Onatsu Cédric Pelissier Gábor Kovács |

|                                             |           |                 |
| Fortino 14'53'’ Varela 26'45'’ Cary 39'22'’ | Marcatori | 37'58'’ Matheus |

| Arbitri: | Gábor Kovács Timo Onatsu Tomasz Frak |

|                 |           |                                                 |
| Puertas 38'05'’ | Marcatori | 10'01'’, 18'55'’ Teixeira 27'55'’ (rig.) Gréllo |

| Arbitri: | Cédric Pelissier Tomasz Frak Timo Onatsu |

|  |           |                                                                  |
|  | Marcatori | 7'07'’ Cavinato 15'26'’ Divanei 27'01'’ Merlim 30'28'’ Dieguinho |

### Gruppo C
| Squadra          | P.ti | G | V | N | P | GF | GS | DR |
| ---------------- | ---- | - | - | - | - | -- | -- | -- |
| Győri ETO        | 6    | 3 | 2 | 0 | 1 | 11 | 9  | +2 |
| Luparense        | 6    | 3 | 2 | 0 | 1 | 15 | 11 | +4 |
| Prodexim Kherson | 3    | 3 | 1 | 0 | 2 | 10 | 9  | +1 |
| Stalìca Minsk    | 3    | 3 | 1 | 0 | 2 | 10 | 17 | -7 |

| Arbitri: | Juan Gallardo Gerald Bauernfeind Borislav Kolev |

|                                        |           |                  |
| Taborda 10'36'’, 39'18'’ Ramon 23'08'’ | Marcatori | 26'42'’ Sviridov |

| Arbitri: | Bogdan Sorescu Borislav Kolev Gerald Bauernfeind |

|                             |           |                                              |
| Álex 22'52'’ Aguiar 36'56'’ | Marcatori | 25'42'’ Beto 27'48'’ Gritsyna 37'28'’ Lazyuk |

| Arbitri: | Borislav Kolev Juan Gallardo Bogdan Sorescu |

|                                                               |           | |
| Zhdanovich 13'02'’ Lazyuk 17'23'’, 30'51'’ Korolyshyn 33'02'’ | Marcatori | 11'03'’ (t.l.), 36'15'’ V. Mello 14'08'’ Taborda 22'46'’ Rafinha 27'00'’, 32'22'’ Ramon 35'48'’ (t.l.), 38'22'’ (t.l.) Revert |

| Arbitri: | Gerald Bauernfeind Bogdan Sorescu Juan Gallardo |

|                                        |           |                                |
| Juanra 34'27'’ Aguiar 38'09'’, 39'55'’ | Marcatori | 11'45'’ Fumasa 24'00'’ Chudnov |

| Arbitri: | Borislav Kolev Gerald Bauernfeind Juan Gallardo |

| |           |                                                  |
| Bessalov 2'26'’ Sviridov 24'27'’, 38'44'’ (t.l.) Roninho 28'12'’ Fetko 36'59'’ Cypun 38'28'’ Kalukov 39'22'’ | Marcatori | 0'31'’ Gritsyna 7'41'’ Zhdanovich 19'48'’ Černik |

| Arbitri: | Bogdan Sorescu Juan Gallardo Gerald Bauernfeind |

|                                                                     |           |                                                                      |
| Juanra 4'11'’ (aut.) Jefferson 7'25'’ Taborda 18'22'’ Betão 38'37'’ | Marcatori | 7'05'’, 10'01'’ Álex 21'46'’, 37'18'’, 39'16'’ Aguiar 36'09'’ Juanra |

### Gruppo D
| Squadra          | P.ti | G | V | N | P | GF | GS | DR  |
| ---------------- | ---- | - | - | - | - | -- | -- | --- |
| Inter            | 9    | 3 | 3 | 0 | 0 | 14 | 4  | +10 |
| Qairat Almaty    | 6    | 3 | 2 | 0 | 1 | 12 | 8  | +4  |
| Braga            | 3    | 3 | 1 | 0 | 2 | 9  | 16 | -7  |
| Autobergamo Deva | 0    | 3 | 0 | 0 | 3 | 8  | 15 | -7  |

| Arbitri: | Saša Tomić Pascal Lema Ondřej Černý |

|                                                                     |           |                          |
| Léo Jaraguá 6'49'’, 31'55'’ Higuita 15'14'’ Tayebi 21'37'’, 34'07'’ | Marcatori | 1'16'’, 33'35'’ C. Matei |

| Arbitri: | Angelo Galante Ondřej Černý Pascal Lemal |

| |           |  |
| Elisandro 7'55'’ Bruno Taffy 10'57'’ Ricardinho 12'50'’ Gadeia 16'51'’, 19'32'’ Ortiz 30'10'’ Shiraishi 34'16'’ | Marcatori |  |

| Arbitri: | Ondřej Černý Saša Tomić Angelo Galante |

|              |           |                                                                |
| Ruan 28'14'’ | Marcatori | 10'50'’, 19'04'’ Taynan 12'38'’ (aut.) Marinho 36'15'’ Higuita |

| Arbitri: | Pascal Lemal Angelo Galante Saša Tomić |

|                                |           |                  |
| Ricardinho 1'02'’ Ortiz 8'55'’ | Marcatori | 27'14'’ Ferreira |

| Arbitri: | Pascal Lemal Ondřej Černý Angelo Galante |

|                                                                               |           | |
| Panzaru 8'37'’ Ferreira 19'54'’, 39'47'’ (t.l.) C. Matei 30'13'’ Obadă 30'36’ | Marcatori | 11'22'’, 23'13'’, 31'19'’ Machado 24'29'’, 36'52'’ Cintra 25'09'’ Ruan 26'59'’ Lopes 34'23'’ Marinho |

| Arbitri: | Saša Tomić Angelo Galante Ondřej Černý |

|                                           |           |                                                                                |
| Moraes 3'28'’ Léo Jaraguá 7'07'’, 20'28'’ | Marcatori | 1'35'’ Ortiz 5'06'’ Elisandro 15'45'’ Ricardinho 33'51'’, 38'42’ (t.l.) Gadeia |

## Final four
| Gruppo | Squadra     |
| ------ | ----------- |
| A      | Barcellona  |
| B      | Sporting CP |
| C      | Győri ETO   |
| D      | Inter       |

### Tabellone
|  | Semifinali  | Semifinali  | Semifinali |       |             | Finale          | Finale          | Finale          |  |
|  |             |             |            |       |             |                 |                 |                 |  |
|  | Győri ETO   | Győri ETO   | 1          |       |             |                 |                 |                 |  |
|  | Győri ETO   | Győri ETO   | 1          |       |             |                 |                 |                 |  |
|  | Sporting CP | Sporting CP | 6          |       |             |                 |                 |                 |  |
|  | Sporting CP | Sporting CP | 6          |       | Sporting CP | Sporting CP     | 2               |                 |  |
|  |             |             |            |       | Sporting CP | Sporting CP     | 2               |                 |  |
|  |             |             | Inter      | Inter | 5           |                 |                 |                 |  |
|  | Inter       | Inter       | Inter      | Inter | 5           | 2               |                 |                 |  |
|  | Inter       | Inter       |            |       |             | 2               |                 |                 |  |
|  | Barcellona  | Barcellona  | 1          |       |             | Finale 3º posto | Finale 3º posto | Finale 3º posto |  |
|  | Barcellona  | Barcellona  | 1          |       |             |                 |                 |                 |  |
|  |             |             |            |       |             |                 |                 |                 |  |
|  |             |             |            |       |             | Győri ETO       | Győri ETO       | 1               |  |
|  |             |             |            |       |             | Győri ETO       | Győri ETO       | 1               |  |
|  |             |             |            |       |             | Barcellona      | Barcellona      | 7               |  |

### Semifinali
| Arbitri: | Ondřej Černý Angelo Galante Saša Tomić |

|              |           |                                                                                         |
| Sáhó 34'04'’ | Marcatori | 0'58'’ Merlim 2'16'’, 10'55'’ Cardinal 12'55'’ Cavinato 19'56'’ Diogo 37'11'’ Dieguinho |

| Arbitri: | Bogdan Sorescu Saša Tomić Angelo Galante |

|                       |           |                     |
| Ortiz 3'18'’, 31'28'’ | Marcatori | 28'30'’ Esquerdinha |

### Finale 3º posto
| Arbitri: | Ondřej Černý Angelo Galante Saša Tomić |

|              |           |                                                                                               |
| Álex 18'23'’ | Marcatori | 11'47'’, 19'33'’, 28'31'’ Esquerdinha 28'58'’ Rivillos 29'24'’, 31'29'’ Ferrão 34'05'’ Lozano |

### Finale
| Arbitri: | Bogdan Sorescu Saša Tomić Angelo Galante |

|                               |           |                                                                             |
| Cavinato 7'10'’ Diogo 36'44'’ | Marcatori | 2'57'’ Gadeia 9'51'’ Ricardinho 13'08'’ Elisandro 22'53'’ Rato 39'57'’ Pola |